# Cerradofrötangara
Cerradofrötangara (Sporophila nigrorufa) är en fågel i familjen tangaror inom ordningen tättingar.

## Utseende och läte
Cerradofrötangaran är en 10 cm lång fågel med kontrastrik fjäderdräkt i rött och svart. Hanen har svart på hjässa, nacke och mantel, kontrasterande mot kanel- eller roströd undersida. Kinderna är ljusare. Näbben är stor och svart. Honan har kraftigare näbb än andra röda Sporophila-arter. Lätet består av en enkel serie med fyra till sex ljusa visslingar.

## Utbredning och systematik
Fågeln förekommer i östligaste Bolivia och sydvästra Brasilien (Mato Grosso). Den behandlas som monotypisk, det vill säga att den inte delas in i några underarter.

### Familjetillhörighet
Liksom andra finkliknande tangaror placerades denna art tidigare i familjen Emberizidae. Genetiska studier visar dock att den är en del av tangarorna.

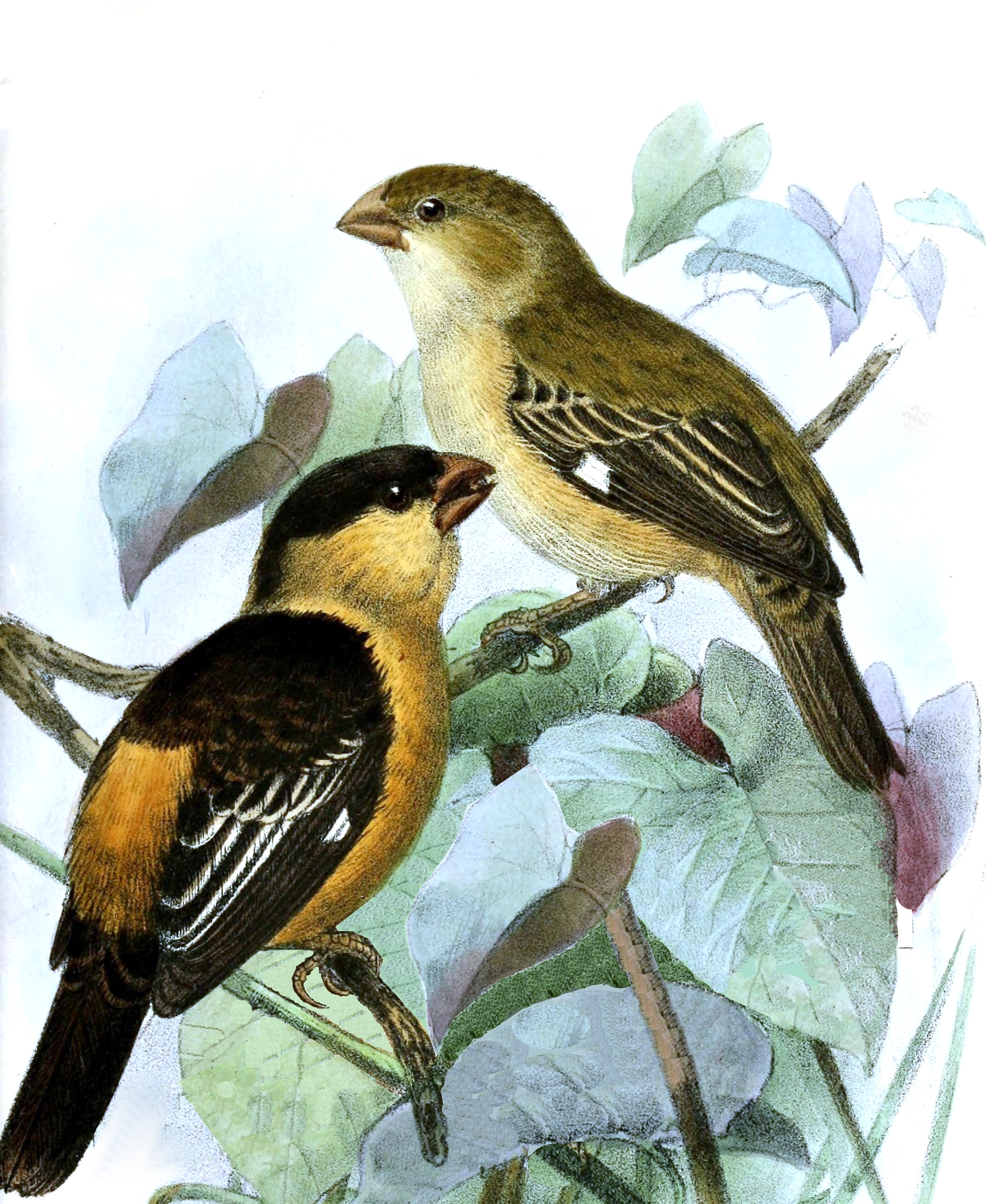

## Status och hot
Cerradofrötangaran har en liten världspopulation bestående av uppskattningsvis endast 2 500–10 000 vuxna individer. Den tros också minska i antal till följd av habitatförlust. Fågeln är därför upptagen på internationella naturvårdsunionen IUCN:s röda lista över hotade arter, kategoriserad som sårbar (VU).